# SummerSlam (2009)
SummerSlam (2009) foi a vigésima segunda edição do anual SummerSlam, evento de wrestling profissional, em pay-per-view, produzido pela World Wrestling Entertainment (WWE). Aconteceu no dia 23 de agosto de 2009 no Staples Center em Los Angeles, Califórnia. Contou com a presença de lutadores da Raw, SmackDown, e ECW

## Produção
Os ingressos para o SummerSlam foram postos a venda em 13 de fevereiro de 2009. O primeiro trailer do evento foi exibido no evento PPV Extreme Rules. O trailer continha a canção "You Gotta Move" de Aerosmith, a qual foi mais tarde anunciada pela WWE como a música oficial do evento. Como parte da promoção do evento, a WWE anunciou que teria seu primeiro SummerSlam Axxess, uma convenção de fãs similar ao do WrestleMania, WrestleMania Axxess. A convenção acontecerá no Nokia Plaza em L.A. Live de 22 a 23 de agosto. De acordo com a desenvolvedora de jogos eletrônicos THQ, mais detalhes do jogo WWE SmackDown vs. Raw 2010 serão revelados no evento.

## Antes do evento
Na Raw de 27 de julho, o guest host Shaquille O'Neal anunciou um Beat the Clock Challenge entre Mark Henry, MVP, Jack Swagger, Triple H e John Cena para escolher o desafiante de Randy Orton pelo WWE Championship no SummerSlam. Henry derrotou Carlito em seis minutos e 49 segundos, tempo que não foi batido por nenhum desafiante até a última luta do desafio, onde Cena derrotou The Miz em menos tempo, se tornando o oponente de Orton.
Durante o programa onde Shaquille O'Neal foi o guest host, Chris Jericho e The Big Show entraram em uma discussão com o mesmo, tendo que lutar na mesma noite com Cryme Tyme, com Shaquille como guest enforcer. No SmackDown de 31 de julho, Cryme Tyme derrotou The Hart Dynasty, se tornando os desafiantes pelo título de Jericho e Show no SummerSlam.

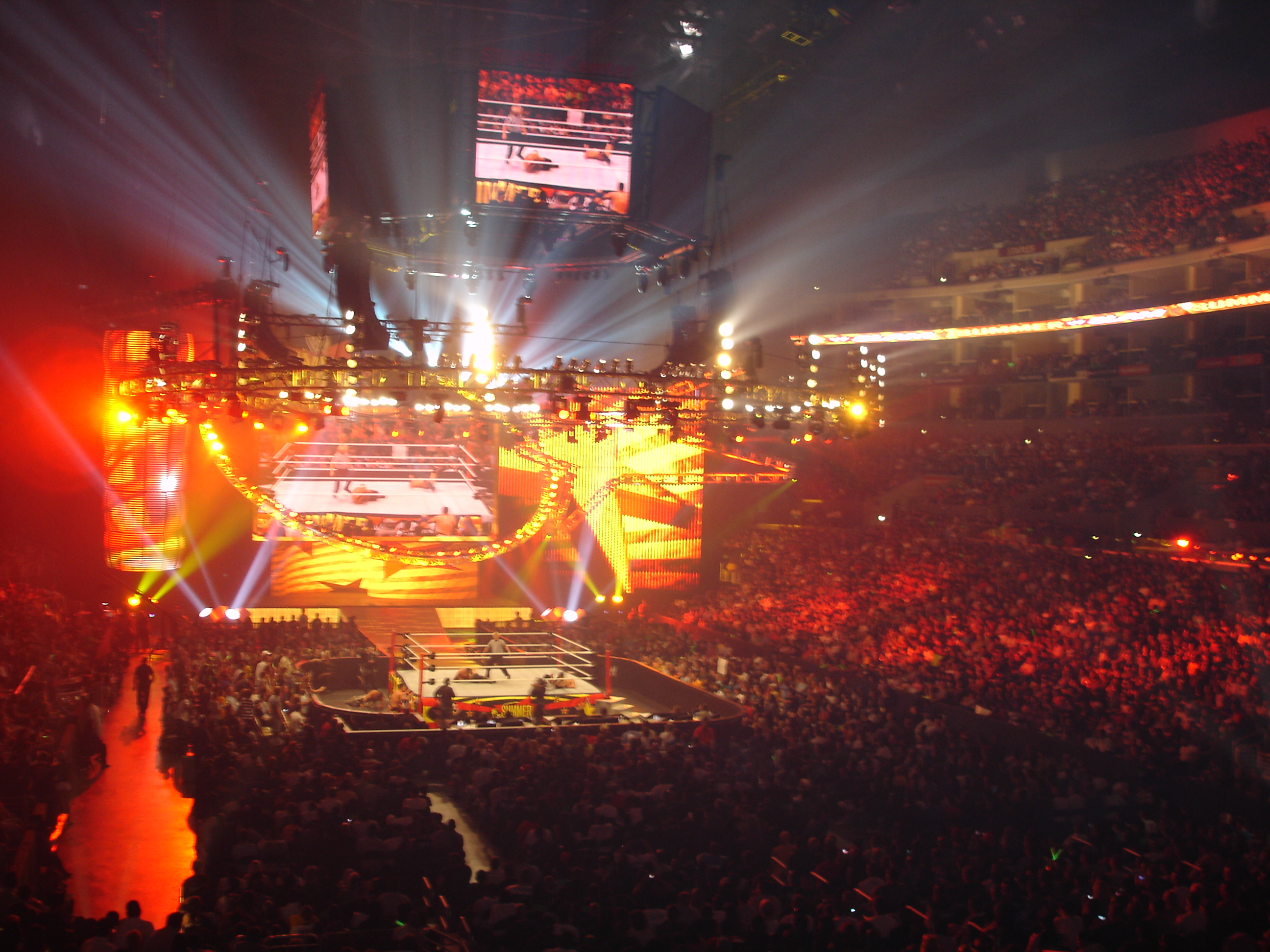
Arena do SummerSlam 2009

A rivalidade entre CM Punk e Jeff Hardy começou no Extreme Rules, quando Punk usou seu direito a uma luta por um título, ganho no WrestleMania XXV na Money in the Bank ladder match, derrotando Jeff e se tornando o World Heavyweight Champion. Os dois se enfrentaram nos próximos dois eventos pay-per-views, The Bash e Night of Champions, com Hardy vencendo a última luta, vencendo o título. A revanche entre os dois aconteceu na edição do SmackDown de 7 de agosto, com o irmão de Jeff, Matt Hardy, sendo o special guest enforcer. Durante a luta, Punk acidentalmente atacou Matt com um baseball slide. Como vingança, Matt quebrou a tentativa de pinfall de Punk e ajudou seu irmão vencer a luta, contando o pinfall. Após a luta, Punk atacou Jeff e protestou com o General Manager, Theodore Long. Long anunciou que Punk enfrentará Jeff pelo título no SummerSlam em uma Tables, Ladders, and Chairs match.
No The Bash, Rey Mysterio derrotou Chris Jericho, se tornando Intercontinental Champion. Após a luta, Mysterio foi atacado por Dolph Ziggler. Isso levou Mysterio e Ziggler a uma luta no Night of Champions, na qual Rey reteve seu título. No SmackDown de 7 de agosto, Ziggler derrotou Finlay, Mike Knox e R-Truth, se tornando o desafiante de Rey no SummerSlam.
Deixando sua rivalidade contra Randy Orton de lado, Triple H decidiu enfrentar os comparsas e parceiros de Orton no Legacy, Ted DiBiase e Cody Rhodes. Depois de perder uma Handicap match para os dois na edição de 3 de agosto do Raw, Triple H anunciou que encontraria um parceiro para combater os dois. Uma semana depois, foi revelado que Shawn Michaels, que não aparecia nos programas da WWE desde o WrestleMania XXV, estava trabalhando como cozinheiro em uma lanchonete. Na lanchonete, Triple H convenceu Shawn a trazer de volta a tag D-Generation X, marcando uma luta entre eles e Legacy no SummerSlam.

## Resultados
| Nº                                          | Resultados                                                                                 | Estipulações                                                        | Tempo |
| ------------------------------------------- | ------------------------------------------------------------------------------------------ | ------------------------------------------------------------------- | ----- |
| Dark                                        | Beth Phoenix venceu ao eliminar por último Kelly Kelly e Eve Torres                        | Battle Royal de 15 Divas                                            | N/A   |
| 1                                           | Rey Mysterio (c) derrotou Dolph Ziggler                                                    | Luta individual pelo WWE Intercontinental Championship              | 12:27 |
| 2                                           | Montel Vontavious Porter derrotou Jack Swagger                                             | Luta individual                                                     | 6:24  |
| 3                                           | Chris Jericho e Big Show (c) derrotaram Cryme Tyme (Shad e JTG)                            | Luta de duplas pelo Unified WWE Tag Team Championship               | 9:46  |
| 4                                           | Kane derrotou The Great Khali (com Ranjin Singh)                                           | Luta individual                                                     | 5:59  |
| 5                                           | D-Generation X (Triple H e Shawn Michaels) derrotou The Legacy (Cody Rhodes e Ted DiBiase) | Luta de duplas                                                      | 20:02 |
| 6                                           | Christian (c) derrotou William Regal (com Vladimir Kozlov e Ezekiel Jackson)               | Luta individual pelo ECW Championship                               | 0:08  |
| 7                                           | Randy Orton (c) derrotou John Cena                                                         | Luta individual pelo WWE Championship                               | 17:50 |
| 8                                           | CM Punk derrotou Jeff Hardy (c)                                                            | Luta Tables, Ladders and Chairs pelo World Heavyweight Championship | 21:34 |
| (c) – Refere-se aos campeões antes da luta. |                                                                                            |                                                                     |       |